# Cor de Meulemeester
Cor de Meulemeester (Venlo, 25 augustus 1936 – Venlo, 7 maart 2018) was een Nederlands profvoetballer. Hij stond onder contract bij VVV, Sittardia en DOS.

## Spelerscarrière
De Meulemeester werd in 1959 door VVV opgepikt bij derdeklasser Quick Boys '31, waar hij in vijf jaar tijd ruim 200 goals scoorde. De midvoor gold als een middelmatig getalenteerd voetballer, maar was bijzonder kopsterk. Bij zijn profdebuut op 23 augustus 1959 in een thuiswedstrijd tegen SC Enschede (3-2) was hij direct trefzeker. Al in zijn eerste seizoen bij VVV werd hij clubtopscorer met 18 doelpunten, waarvan 13 gescoord met het hoofd. Ook het daaropvolgende seizoen werd hij clubtopscorer van de Venlose club, nu met 22 doelpunten. Na degradatie uit de Eredivisie werd De Meulemeester, samen met zijn ploeggenoten Ton van den Hurk en Willy Erkens in 1962 verkocht aan de ambitieuze eerstedivisionist Sittardia die wilde promoveren. Hij speelde hierna samen met oud-ploeggenoot Hans Sleven nog een jaar bij DOS, om vervolgens weer bij VVV terug te keren. Daar sloot hij in 1965 zijn profcarrière af.
Cor de Meulemeester overleed in 2018 op 81-jarige leeftijd.

## Statistieken
| Seizoen         | Club            | Competitie      | Competitie | Competitie | Beker | Beker | Overige1 | Overige1 | Totaal | Totaal |
| Seizoen         | Club            | Competitie      | Wed.       | Dlp.       | Wed.  | Dlp.  | Wed.     | Dlp.     | Wed.   | Dlp.   |
| --------------- | --------------- | --------------- | ---------- | ---------- | ----- | ----- | -------- | -------- | ------ | ------ |
| 1959/60         | VVV             | Eredivisie      | 34         | 18         | —     | —     | —        | —        | 34     | 18     |
| 1960/61         | VVV             | Eredivisie      | 32         | 22         | 5     | 4     | —        | —        | 37     | 26     |
| 1961/62         | VVV             | Eredivisie      | 30         | 6          | 0     | 0     | 6        | 2        | 36     | 8      |
| 1962/63         | Sittardia       | Eerste divisie  | 28         | 11         | 2     | 1     | —        | —        | 30     | 12     |
| 1963/64         | DOS             | Eredivisie      | 13         | 2          | 1     | 0     | 1        | 0        | 15     | 2      |
| 1964/65         | VVV             | Eerste divisie  | 14         | 6          | 1     | 1     | —        | —        | 15     | 7      |
| Carrière totaal | Carrière totaal | Carrière totaal | 151        | 65         | 9     | 6     | 7        | 2        | 167    | 73     |

1Overige officiële wedstrijden, te weten de Intertoto Cup en Jaarbeursstedenbeker.